# Lo que no sabías - Tour en vivo
Lo Que No Sabías - Tour En Vivo es el primer DVD en vivo de la banda de rock colombiana Don Tetto. Fue grabado en un magnífico concierto en la ciudad de Bogotá, Colombia el 31 de octubre del 2009 bajo la dirección de Al Marenco Saenz y publicado en mayo de 2010.

## Lista de canciones
1. "Quisiera"
2. "Soledad"
3. "Fallido Intento"
4. "No Tengas Miedo"
5. "Perdido En Un Lugar"
6. "Yo Estaré Bien"
7. "Solo De Guitarra By Carlos Leongomez"
8. "Adiós"
9. "Ha Vuelto A Suceder (Versión Acústica)"
10. "Miénteme, Prométeme"
11. "Dime"
12. "No Es Suficiente"
13. "Pienso"
14. "No Estaba Acostumbrado"
15. "Historia"
16. "Auto Rojo"
17. "El Toke"
18. "Adicto Al Dolor"
19. "Ha Vuelto A Suceder"

## Sencillos
- Fallido Intento (En vivo) [2010]